# Trąbkouszek beludżystański
Trąbkouszek beludżystański (Salpingotus michaelis) – gatunek ssaka z podrodziny mikroskoczków (Cardiocraniinae) w obrębie rodziny skoczkowatych (Dipodidae).

## Zasięg występowania
Trąbkouszek beludżystański występuje endemicznie w Beludżystanie, w południowo-zachodnim Pakistanie.  

## Taksonomia
Gatunek po raz pierwszy naukowo opisał w 1966 roku J. FitzGibbon, nadając mu nazwę Salpingotus michaelis. Holotyp pochodził z pustynnego płaskowyżu w Nushki (około 29°N, 66°E), na wysokości 1067 m n.p.m., w północno-zachodnim Beludżystanie, w Pakistanie. 
S. michaelis należy do podrodzaju Salpingotulus. Tradycyjnie traktowany jako jedyny przedstawiciel monotypowego rodzaju trąbkouszek (Salpingotulus), lecz dane molekularne sugerują przynależność do Salpingotus, tworząc grupę siostrzaną z Anguistodontus (S. crassicauda). Autorzy Illustrated Checklist of the Mammals of the World uznają ten takson za gatunek monotypowy.

### Etymologia
- Salpingotus: gr. σαλπιγξ salpinx, σαλπιγγος salpingos „trąba wojenna”[8]; ους ous, ωτος ōtos „ucho”[9].
- michaelis: Michael FitzGibbon, importer zwierząt, najprawdopodobniej spokrewniony z autorem opisu Salpingotus michaelis[10].

## Morfologia
Długość ciała (bez ogona) 41–45 mm, długość ogona 72–94 mm, długość ucha 6–11 mm, długość tylnej stopy 18–19 mm; masa ciała 4 g. 